# ماريا إلينا كاميرين

## روابط إضافية
- على موقع رابطة محترفات كرة المضرب

## روابط خارجية
- ماريا إلينا كاميرين على موقع رابطة محترفات التنس (الإنجليزية)
- ماريا إلينا كاميرين على موقع الاتحاد الدولي لكرة المضرب (الإنجليزية)
- ماريا إلينا كاميرين على موقع كأس بيلي جين كينغ (الإنجليزية)
- ماريا إلينا كاميرين على موقع خلاصة التنس.كوم (الإنجليزية)
- ماريا إلينا كاميرين على موقع إي إس بي إن.كوم (الإنجليزية)
- ماريا إلينا كاميرين على موقع أوليمبيديا (الإنجليزية)